# Hello World (BACK-ONのアルバム)
『Hello World』（ハロー ワールド）は、BACK-ONの2枚目のオリジナルアルバム。2011年2月16日にcutting edgeから発売された。

## 概要
前作『YES!!!』から、約2年ぶりのオリジナルアルバム作品である。
オリジナルアルバム作品としては通算2枚目、BACK-ONのアルバム作品としては通算6枚目、メジャーデビュー後としては通算4枚目となる。またBACK-ONの作品として、本作で初の初回限定盤にDVDが付属されており、PVと昨年テキサスにて行われた「anime Matsuri」のドキュメンタリー映像が収録される。
シングルのカップリング曲は全て未収録となった。

## 収録曲
全曲、作詞：TEEDA & KENJI03、作曲：BACK-ON、JINプロデュースである。
各シングルの詳細は、それぞれの項目を参照。

### CD
1. Beginning [3:39]
2. ROCKSTAR ANTHEM [3:57]
3. with you feat.Me [3:53]
9thシングル。『テイルズ オブ ザ ワールド レディアント マイソロジー3』オープニングテーマ。
4. Apologize [3:09]
5. twenty four / 7 [5:15]
6. TELL ME [2:54]
8thシングル。日本テレビ系『ハッピーMusic』1月POWER PLAY。また、「ららぽーと 福袋&バーゲン 2011」TVCMイメージソング。
7. flyaway [3:24]
6thシングル。『テイルズ オブ ザ ワールド レディアント マイソロジー2』オープニングテーマ。
8. HERO [3:24]
9. Tomorrow never knows -album ver.- [4:26]
7th両A面シングル。「ダイドーブレンド & デミタス」CMソング。
10. We are... [2:53]
「アイムス 猫の里親探しプロジェクト」テーマソング。10thシングル「Connectus and selfish」に再収録されている。
11. ONE STEP! feat.mini [3:41]
7th両A面シングル。
12. hare days [3:30]

### DVD
1. with you feat.Me
2. TELL ME
3. ONE STEP! feat.mini
4. flyaway
5. Sands of time
6. flower
7. BLAZE LINE
8. a day dreaming...
9. BAReeeeeeeeeeN / 足跡
10. anime Matsuri 2010 in TEXAS Documentary

- M1〜M9は、PVである。